# Hayley Williams

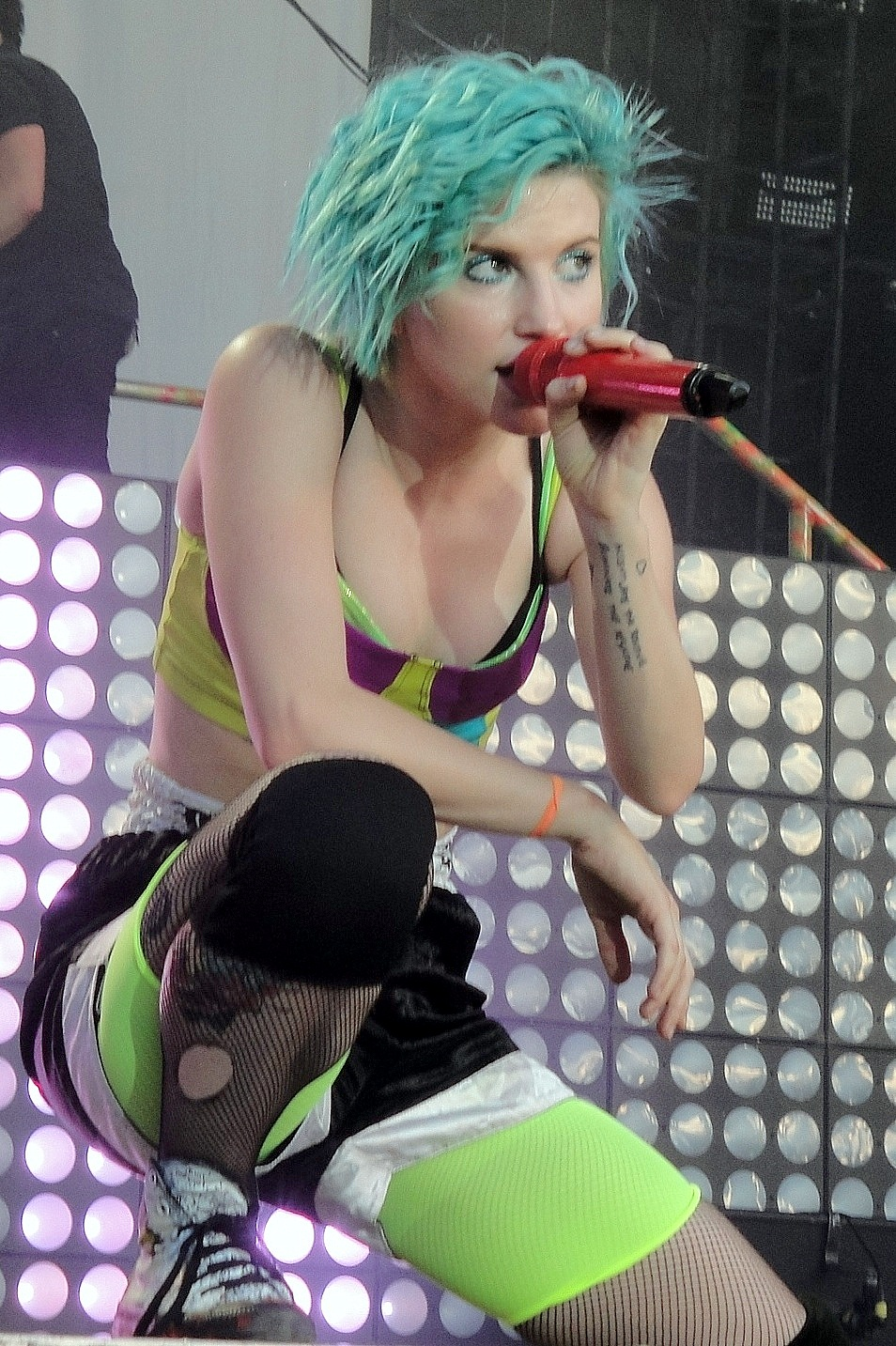
Hayley Williams live in Oklahoma City 2014

Hayley Nichole Williams (* 27. Dezember 1988 in Meridian, Mississippi) ist eine US-amerikanische Sängerin. Sie ist die Frontfrau der Alternative-Rockband Paramore.

## Leben
Hayley Nichole Williams ist die Tochter von Joey und Cristi Williams und wurde am 27. Dezember 1988 in Meridian, Mississippi, geboren. Williams hat zwei jüngere Halbschwestern, McKayla und Erica.
Nach der Scheidung ihrer Eltern zog Williams gemeinsam mit ihrer Mutter nach Franklin (Tennessee), wo sie ihre späteren Bandkollegen Josh und Zac Farro in der Schule kennenlernte. Kurz nach ihrem Umzug begann sie mit Gesangsstunden bei Brett Manning. Während ihrer Schulzeit war Williams Mitglied der lokalen Funkband The Factory, in der auch Jeremy Davis, der spätere Bassist von Paramore, spielte.

## Karriere
Bevor Paramore gegründet wurde, betätigten sich Williams und der spätere Bassist der Band, Jeremy Davis, in einer Funk-Band namens The Factory, welche überwiegend Cover-Songs spielte. 2004 wurde Paramore dann offiziell von Hayley Williams (Gesang), Josh Farro (Gitarre), Zac Farro (Schlagzeug) und Jeremy Davis (Bass) gegründet; zuvor hatten die Farro-Brüder und Davis bereits gemeinsam Musik gemacht, allerdings hatten sie zum damaligen Zeitpunkt noch kein Mitglied gefunden, welches den Gesangspart übernehmen konnte.
Zu ihrem Plattenvertrag kam die Gruppe durch Sängerin Williams, welche von Atlantic Records bereits 2003 unter Vertrag genommen worden war. Das Label plante ursprünglich sie als Popmusikerin zu vermarkten, allerdings war sie damit nicht einverstanden; sie wollte Teil einer Band sein und wehrte sich daher gegen diesen Plan. Atlantic Records entschied letztendlich ihren Wünschen nachzugeben, allerdings entschloss die Marketing-Abteilung des Labels, dass ein kleineres Plattenlabel für das Image der Gruppe besser sei. Schließlich wurde eines der Sublabels von Atlantic Records, Fueled by Ramen, ausgewählt, um die Musik von Paramore zu veröffentlichen.
Im April 2005 unterzeichnete dann die gesamte Band einen Plattenvertrag mit Atlantic Records und Fueled by Ramen, nachdem der CEO des letztgenannten Labels, John Janick, die Gruppe bei einigen Live-Auftritten beobachtet hatte. Noch im selben Jahr erschien das erste Album All We Know Is Falling. 2007 folgten Riot!, 2009 Brand New Eyes und 2013, das erste Album ohne die beiden Gründungsmitglieder Josh und Zac Farro, Paramore.
Im 2008 erschienenen Videospiel Guitar Hero: World Tour ist Williams ein freischalt- und spielbarer Charakter; der Paramore-Song Misery Business ist ebenfalls auf dem Spiel enthalten.
2009 veröffentlichte Williams einen Solo-Song mit dem Namen Teenagers, welcher auf dem Soundtrack von Jennifer’s Body – Jungs nach ihrem Geschmack enthalten ist. Im Musikvideo Kiss Me der Band New Found Glory ist Williams neben ihren Bandkollegen ebenfalls zu sehen. 2010 sagte sie dem Rapper B.o.B zu, auf seiner Single Airplanes mitzuwirken. Das Lied wurde zu einem Achtungserfolg und etablierte sie erfolgreich im Musikgeschäft.
2010 verließen die Brüder Josh und Zac Farro die Band. Die unterschiedlichen Haltungen zum christlichen Glauben sowie deren Gemeinschaft seien Gründe gewesen, die zum Austritt geführt haben sollen. Williams, die selbst gläubige Christin ist, habe dem oft kritisch gegenübergestanden. Nach den Aussagen der Farro-Brüder habe sich Williams’ Einstellung hierzu über die Jahre hinweg stark geändert. Weitere Gründe für das Verlassen der Band sind bislang umstritten; oft wurde eine angebliche Solo-Karriere Williams’ genannt, die sie bestritt.
“There are always rumours and questions in interviews, and fans that have their own opinion of it, but my priority will always be Paramore. (…) You can never say never in your life in general, but again, I know where my heart is. And it’s this band. I can’t imagine wanting to do anything else.” („Es wird immer Gerüchte und Fragen in Interviews geben und Fans, die ihre eigen Meinung darüber haben, aber Paramore wird bei mir immer Priorität haben. (…) Man kann im Leben niemals nie sagen, aber ich weiß, wo ich hingehöre/wem mein Herz gehört. Ich gehöre zu dieser Band. Ich kann mir nicht vorstellen, etwas anderes zu wollen.“)
Eine solche Karriere stritt sie auch nach den Kollaborationen mit B.o.B im Jahr 2010 sowie 2013 mit Zedd nach Stay The Night ab; sie wolle sich demnach nur weiterentwickeln und neue Erfahrungen für die Zukunft mit Paramore sammeln.
2015 drehte Williams an der Seite einiger anderer Künstler wie beispielsweise Ellie Goulding oder Selena Gomez sowie u. a. auch Schauspielerin Jessica Alba als Crimson Curse das Musikvideo für Taylor Swifts Bad Blood.
Zusammen mit ihrem Bandkollegen Taylor York gewann sie zudem bei den 57th Annual Grammy Awards die Auszeichnung Best Rock Song für Ain’t It Fun, welchen sie gemeinsam für das im Jahr 2013 erschienene Album Paramore geschrieben hatten.
2016 gründete sie zusammen mit ihrem Stylisten und mittlerweile besten Freund Brian O’Connor das Haar-Colorations-Label „goodDYEyoung“.
Am 22. Januar 2020 veröffentlichte sie die erste Single Simmer aus ihrem Soloprojekt „Petals For Armor“.

## Privatleben
Sie war drei Jahre lang mit ihrem Bandkollegen Josh Farro zusammen, der 2010 Paramore aufgrund privater Differenzen gemeinsam mit seinem Bruder Zac verließ. Ab 2008 führte sie eine Beziehung mit dem Gitarristen Chad Gilbert von New Found Glory. Via Twitter gab sie an Silvester 2014/2015 bekannt, dass sie und Gilbert seit Weihnachten 2014 verlobt seien. Am 20. Februar 2016 heirateten Williams und Gilbert in Tennessee. Im Juli 2017 trennte sich das Paar wieder. in einem Interview mit der New York Times im März 2020 berichtet Williams, eine unglückliche  Beziehung mit Gilbert geführt zu haben und dass sie die Absicht hatte, sich zeitweise ganz aus dem Musikgeschäft zurückzuziehen.
Zwei Mitglieder ihrer Band verließen die Band jedoch schließlich, da diese ihrer Aussagen nach zu sehr auf Williams konzentriert sei. Laut der offiziellen Stellungnahme des ehemaligen Bandmitgliedes Josh Farro sei Paramore zu einem „fabrizierten Produkt des Labels“ geworden, bei dem Williams im Mittelpunkt stand. Williams selbst bezeichnet diesen Tag als „schlimmsten ihres Lebens“, da die vorgelegten Anschuldigungen laut ihr nicht nur unwahr sind, sie sah ebenfalls keine Möglichkeit auf eine Antwort ihrerseits, ohne unreif zu wirken.
Williams leidet unter Depressionen und posttraumatischer Belastungsstörung, was sie zeitweise dazu veranlasste, Paramore Mitte 2015 zu verlassen, was jedoch nie wirklich publik wurde. In einem Interview für Apple Music im Februar 2020 gab sie zu, Selbstmordgedanken gehabt zu haben. Sie nimmt daher Therapiestunden, die sie unter anderem zu ihrem Solo-Projekt „Petals For Armor“ inspiriert haben sollen.
Williams spricht sich gegen den Konsum von Zigaretten, Alkohol und Drogen aus.

## Sonstiges
2007 wurde sie nach einer Umfrage des britischen Musikmagazins Kerrang in der Kategorie „Sexiest Women in Rock“ auf Platz 2 gewählt, ein Jahr später auf Platz 1. Auch 2009 wurde sie auf Platz 1 gewählt, ebenso wie 2010, 2011, 2012 und 2013. Bei den Kerrang! Awards 2012 gewann sie in der Kategorie Tweeter des Jahres.
Im März 2013 kündigte Williams gemeinsam mit MAC Cosmetics eine Make-up-Kollektion an, die für den US-Markt im April 2013 erhältlich war.
Seit 2015 ist sie Teil der Popular Online-Show Kiss-Off.

## Diskografie

### Studioalben
| Jahr | Titel                         | Höchstplatzierung, Gesamtwochen, AuszeichnungChartplatzierungen (Jahr, Titel, Platzierungen, Wochen, Auszeichnungen, Anmerkungen) | Höchstplatzierung, Gesamtwochen, AuszeichnungChartplatzierungen (Jahr, Titel, Platzierungen, Wochen, Auszeichnungen, Anmerkungen) | Höchstplatzierung, Gesamtwochen, AuszeichnungChartplatzierungen (Jahr, Titel, Platzierungen, Wochen, Auszeichnungen, Anmerkungen) | Höchstplatzierung, Gesamtwochen, AuszeichnungChartplatzierungen (Jahr, Titel, Platzierungen, Wochen, Auszeichnungen, Anmerkungen) | Anmerkungen                           |
| Jahr | Titel                         | DE | CH | UK | US | Anmerkungen                           |
| ---- | ----------------------------- | --- | --- | --- | --- | ------------------------------------- |
| 2020 | Petals for Armor              | DE24 (1 Wo.)DE | CH51 (1 Wo.)CH | UK4 (1 Wo.)UK | US18 (1 Wo.)US | Erstveröffentlichung: 8. Mai 2020     |
| 2021 | Flowers for Vases / Descansos | — | — | UK92 (1 Wo.)UK | US189 (1 Wo.)US | Erstveröffentlichung: 5. Februar 2021 |

### EPs
- 2020: Petals for Armor I
- 2020: Petals for Armor II
- 2020: Petals for Armor: Self-Serenades

### Singles
| Jahr | Titel Album                                                       | Höchstplatzierung, Gesamtwochen, AuszeichnungChartplatzierungen (Jahr, Titel, Album, Platzierungen, Wochen, Auszeichnungen, Anmerkungen) | Höchstplatzierung, Gesamtwochen, AuszeichnungChartplatzierungen (Jahr, Titel, Album, Platzierungen, Wochen, Auszeichnungen, Anmerkungen) | Höchstplatzierung, Gesamtwochen, AuszeichnungChartplatzierungen (Jahr, Titel, Album, Platzierungen, Wochen, Auszeichnungen, Anmerkungen) | Höchstplatzierung, Gesamtwochen, AuszeichnungChartplatzierungen (Jahr, Titel, Album, Platzierungen, Wochen, Auszeichnungen, Anmerkungen) | Höchstplatzierung, Gesamtwochen, AuszeichnungChartplatzierungen (Jahr, Titel, Album, Platzierungen, Wochen, Auszeichnungen, Anmerkungen) | Anmerkungen                                                                                |
| Jahr | Titel Album                                                       | DE | AT | CH | UK | US | Anmerkungen                                                                                |
| --- | ----------------------------------------------------------------- | --- | --- | --- | --- | --- | ------------------------------------------------------------------------------------------ |
| 2010 | Airplanes B.o.B Presents: The Adventures of Bobby Ray             | DE8 ×2Doppelplatin · (25 Wo.)DE | AT2 Gold · (24 Wo.)AT | CH5 (33 Wo.)CH | UK1 ×3Dreifachplatin · (37 Wo.)UK | US2 ×9Neunfachplatin · (30 Wo.)US | Erstveröffentlichung 13. April 2010 Verkäufe: + 11.957.500; B.o.B feat. Hayley Williams    |
| 2013 | Stay the Night Clarity (Deluxe Edition)                           | DE15 Gold · (19 Wo.)DE | AT12 Gold · (17 Wo.)AT | CH56 (5 Wo.)CH | UK2 Gold · (12 Wo.)UK | US18 ×2Doppelplatin · (22 Wo.)US | Erstveröffentlichung: 10. September 2013 Verkäufe: + 2.814.000; Zedd feat. Hayley Williams |
| Folgende Lieder erschienen nicht als Single, wurden aber durch das Album zum Download und Streaming bereitgestellt und konnten somit eine Platzierung erlangen: |                                                                   | | | | | |                                                                                            |
| |                                                                   | | | | | |                                                                                            |
| 2023 | Castles Crumbling (Taylor’s Version) Speak Now (Taylor’s Version) | — | — | — | — | US31 (1 Wo.)US | Charteinstieg: 22. Juli 2023 Taylor Swift feat. Hayley Williams                            |

Weitere Singles
- 2009: Teenagers
- 2015: Vicious Love (New Found Glory feat. Hayley Williams)
- 2016: Bury It (Chvrches feat. Hayley Williams)
- 2019: Uncomfortably Numb (American Football feat. Hayley Williams)
- 2020: Simmer
- 2020: Leave It Alone
- 2020: Cinnamon
- 2020: Roses/Lotus/Violet/Iris
- 2020: Over Yet
- 2020: My Friend
- 2020: Dead Horse
- 2021: Teardrop
- 2021: Colour Me In
- 2025: I Like It I Like It (mit Moses Sumney)
- 2025: Glum
- 2025: True Believer
- 2025: Negative Self Talk
- 2025: I Won't Quit on You
- 2025: Ice in My OJ
- 2025: Whim
- 2025: Blood Bros
- 2025: Discovery Channel
- 2025: Brotherly Hate
- 2025: Zissou
- 2025: Love Me Different
- 2025: Kill Me
- 2025: Disappearing Man
- 2025: Mirtazapine
- 2025: Hard
- 2025: Dream Girl in Shibuya
- 2025: Ego Death at a Bachelorette Party

### Weitere Gastbeiträge
- 2006: Keep Dreaming Upside Down (October Fall feat. Hayley Williams)
- 2007: Then Came to Kill (The Chariot feat. Hayley Williams)
- 2007: The Church Channel (Say Anything feat. Hayley Williams)
- 2007: Plea (Say Anything feat. Hayley Williams & Kenny Vasoli)
- 2008: Fallen (Death in the Park feat. Hayley Williams)
- 2009: Tangled Up (New Found Glory feat. Hayley Williams)
- 2009: The Few That Remain (Set Your Goals feat. Hayley Williams)
- 2010: Airplanes Part II (B.o.B feat. Hayley Williams & Eminem)
- 2011: Rainbow Connection (Weezer feat. Hayley Williams)
- 2012: Fox Dream of the Log Flume (mewithoutYou feat. Hayley Williams)
- 2012: All Circles (mewithoutYou feat. Hayley Williams & Daniel Smith)
- 2012: Babe (What’s Eating Gilbert feat. Hayley Williams)
- 2012: What’s His Name (Domestikated feat. Hayley Williams)
- 2012: Gersberms (Hard ’n Phirm feat. Hayley Williams & Swedish Chef)
- 2015: Wearing Your Ring (What’s Eating Gilbert feat. Hayley Williams)
- 2017: As U Wave (HalfNoise feat. Hayley Williams)
- 2017: Nineteen (Tegan and Sara feat. Hayley Williams)

## Filmografie

### Musikvideos anderer Künstler
- 2007: Kiss Me (aus New Found Glorys Album From the Screen to Your Stereo Part II), gemeinsam mit Paramore
- 2015: Bad Blood (aus Taylor Swifts Album 1989) (The Crimson Curse)